# Unguraș
Unguraș est une commune de Transylvanie, en Roumanie, dans le județ de Cluj. Elle est composée des villages suivants : Unguraș, Batin, Daroț, Sicfa et Valea Ungurașului
Unguras a un partenariat avec la commune de Reyrieux dans l’Ain, en France